# Schaduwboom

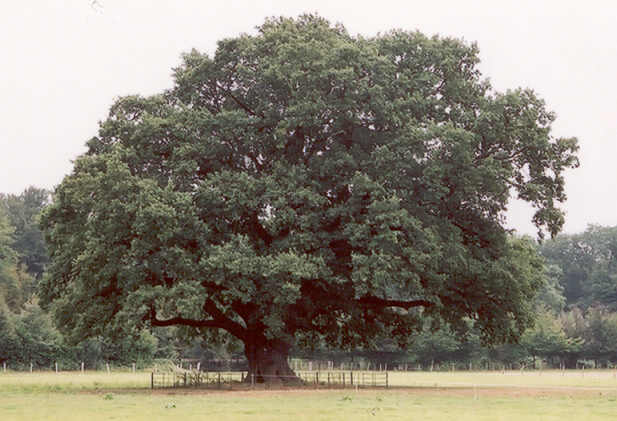
Zomereik Hilverbeek, 's Graveland, ± 300 jaar

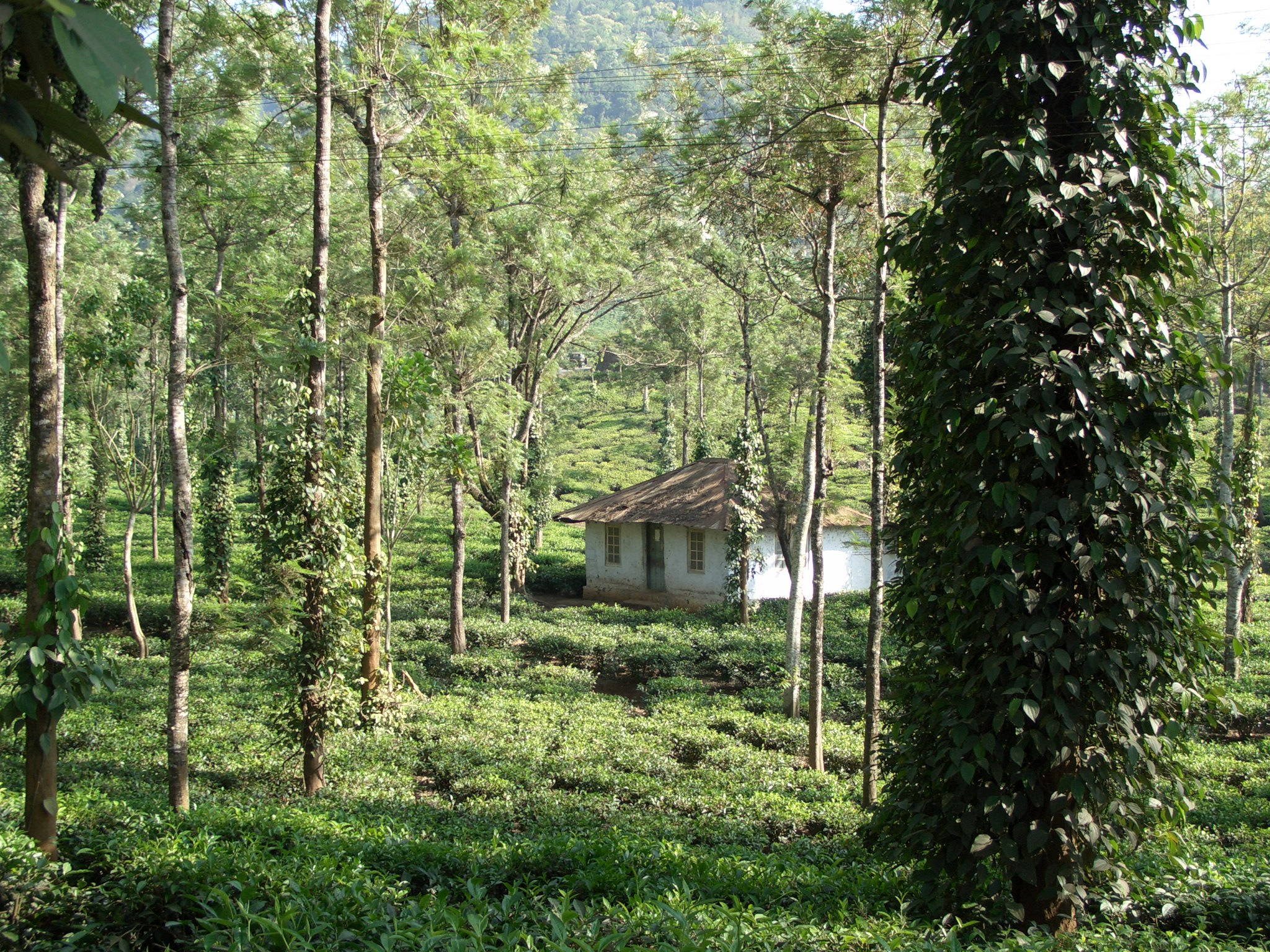
Een theeplantage in India

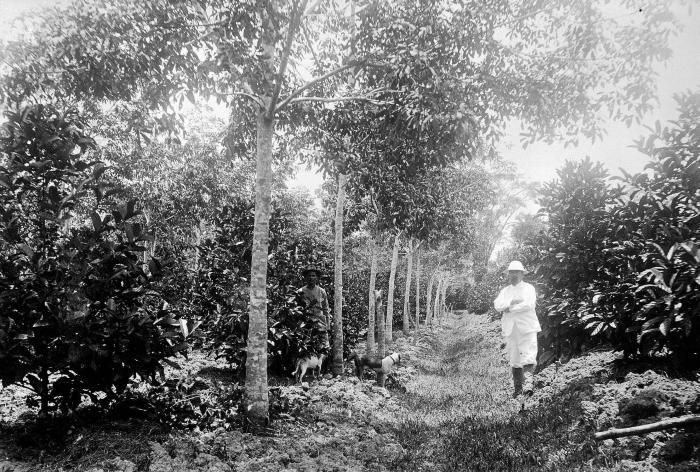
Jonge Liberia-koffie onder Hevea schaduwbomen

Een schaduwboom is elke boom die speciaal aangeplant wordt om schaduw te verlenen. Niet te verwarren met bomen die in de schaduw kunnen groeien (schaduwtolerante boom). Een schaduwboom is gewoonlijk hoog en vormt een brede kroon, waardoor het zonlicht getemperd wordt.
Enkele van de meest gebruikte boomsoorten in de gematigde streken zijn eik, esdoorn, es, linde en iep. In weidegebieden werden in Nederland voor dit doel lindes en zomereiken gebruikt. In de ruilverkavelingen en in het streven naar maximaal landgebruik is veel van dergelijke aanplant verdwenen. De actie Bomen voor Koeien uit 2000 was erop gericht om schaduwplekken te maken voor vee en landschappelijke, ecologische en cultuurhistorische waarden te herstellen.
In tropische streken worden soorten zoals Spathodea campanulata, Hopea odorata en de koraalboom vaak als schaduwboom aangeplant. De koraalboom wordt in plantages gebruikt om schaduw te geven aan koffieplanten of cacaoplanten. In het Sranantongo wordt de koraalboom of een bepaalde soort koraalboom dan ook koffiemama genoemd. De Australische zilvereik wordt vaak aangeplant als schaduwboom bij koffie- en theeplantages.
In het Bijbelboek Jona wordt het belang van de schaduwboom voor het voetlicht gebracht doordat een wonderboom in één dag opschiet om Jona schaduw te geven, maar de volgende dag weer verdort, tot grote frustratie van de profeet. God blijkt hem hiermee een lesje te willen leren.